# Список дипломатичних місій у США

Дипломатичні відносини між США та іншими країнами
США
Країни, де США має посольство
Країни, де США не має посольства
Спірні території
Антарктида

Нижче наведено список дипломатичних місій в Сполучених Штатах Америки. Наразі 177 країн мають дипломатичні представництва у США, розташовані в столиці країни Вашингтоні. Ще у дев'яти країн їхні представництва при ООН в Нью-Йорку слугують також і посольствами в США. В цій статті наведені лише ті представництва при ООН, які одночасно є посольствами в США. Список всіх представництв при ООН можна побачити у статті Список постійних представників в Організації Об'єднаних Націй.
В цьому списку наведені лише офіційні дипломатичні місії, без почесних консульств. Ведення офіційного списку дипломатичних представництв належить до обов'язків Державного департаменту США.

## Посольства уВашингтоні
Наступні 177 країн мають посольства у Вашингтоні. Ті що позначені зірочкою щільно розташовані разом на частині Массачусеттс-Авеню, яку називають Ембассі-Роу ("ряд посольств").

### Північна Америка
- Антигуа і Барбуда
- Багамські Острови*
- Барбадос
- Беліз*
- Гаїті*
- Гватемала*
- Гондурас
- Гренада
- Домініка
- Домініканська Республіка
- Канада
- Коста-Рика
- Куба
- Мексика
- Нікарагуа
- Панама
- Сальвадор
- Сент-Вінсент і Гренадини
- Сент-Кіттс і Невіс
- Сент-Люсія
- Тринідад і Тобаго*
- Ямайка

### Південна Америка
- Аргентина
- Болівія*
- Бразилія*
- Венесуела
- Гаяна
- Еквадор
- Колумбія
- Парагвай*
- Перу*
- Суринам
- Уругвай
- Чилі*

### Європа
- Австрія
- Азербайджан*
- Албанія
- Бельгія
- Білорусь
- Болгарія*
- Боснія і Герцеговина
- Ватикан*
- Велика Британія*
- Вірменія*
- Греція*
- Грузія
- Данія*
- Естонія*
- Ірландія*
- Ісландія*
- Іспанія
- Італія*
- Кіпр*
- Косово
- Латвія*
- Литва
- Ліхтенштейн
- Люксембург*
- Мальта
- Молдова
- Монако
- Нідерланди
- Німеччина
- Норвегія*
- Північна Македонія
- Польща
- Португалія*
- Росія
- Румунія*
- Сербія
- Словаччина
- Словенія
- Туреччина*
- Угорщина
- Україна
- Фінляндія*
- Франція
- Хорватія*
- Чехія
- Чорногорія
- Швейцарія
- Швеція

### Азія
- Афганістан
- Бангладеш
- Бахрейн
- Бруней
- В'єтнам
- Ємен
- Ізраїль
- Індія*
- Індонезія*
- Ірак*
- Йорданія
- Казахстан
- Камбоджа
- Катар
- Киргизстан*
- КНР
- Кувейт
- Лаос
- Ліван
- Малайзія
- Монголія
- М'янма
- Непал
- ОАЕ
- Оман
- Пакистан
- Папуа Нова Гвінея*
- Південна Корея*
- Саудівська Аравія
- Сінгапур
- Східний Тимор*
- Таджикистан
- Таїланд
- Туніс*
- Туркменістан*
- Узбекистан*
- Філіппіни*
- Шрі-Ланка
- Японія*

### Африка
- Алжир
- Ангола
- Бенін
- Ботсвана
- Буркіна-Фасо*
- Бурунді
- Габон
- Гамбія
- Гана
- Гвінея
- Джибуті
- ДР Конго
- Екваторіальна Гвінея
- Еритрея
- Есватіні
- Ефіопія
- Єгипет
- Замбія*
- Зімбабве
- Кабо-Верде*
- Камерун*
- Кенія
- Кот-д'Івуар*
- Лесото*
- Ліберія
- Лівія
- Маврикій
- Мавританія
- Мадагаскар*
- Малаві*
- Малі
- Марокко
- Мозамбік
- Намібія
- Нігер*
- Нігерія
- ПАР*
- Південний Судан
- Республіка Конго
- Руанда
- Сенегал
- Сомалі
- Судан*
- Сьєрра-Леоне
- Танзанія
- Того*
- Уганда
- ЦАР*
- Чад

### Австралія та Океанія
- Австралія*
- Маршаллові Острови*
- Нова Зеландія*
- Палау
- Федеративні Штати Мікронезії
- Фіджі

## Інші дипломатичні представництва у Вашингтоні
Країна без дипломатичних стосунків
Інтереси представляються державою-покровителькою:
- Іран — Секція інтересів Ірану при Посольстві Пакистану

Країни із обмеженим визнанням
США не визнають ці країни, хоч вони і мають дипломатичні представництва у Вашингтоні:
- Західна Сахара — представництво
- Нагірно-Карабаська Республіка — представництво
- Північний Кіпр — представництво
- Сомаліленд — представництво
- Тайвань — економічно-культурне представництво

Території
- Бермудські Острови (Велика Британія) — представництво
- Гібралтар (Велика Британія) — представництво
- Гонконг (Китай) — офіс економіки і торгівлі
- Гренландія (Данія) — представництво
- Іракський Курдистан — представництво
- Квебек — представництво

Міжнародні організації
- Африканський Союз — генеральна делегація
- Європейський Союз — генеральна делегація

Інші
- Національна коаліція сирійських революційних і опозиційних сил — іноземне представництво
- Центральна Тибетська Адміністрація — тибетський офіс

## Представництва при ООН у Нью-Йорку
В місті Нью-Йорк, в якому розташовується штаб-квартира Організації Об'єднаних Націй, і всі 195 членів та спостерігачів мають в цьому місті представництво, дев'ять з яких є одночасно і посольствами у США:
- Андорра
- Габон
- Коморські Острови
- Мальдіви
- Науру
- Самоа
- Сан-Марино
- Сейшельські Острови
- Соломонові Острови

## Генеральні консульства

### Нью-Йорк
- Австралія
- Австрія
- Албанія
- Алжир
- Ангола
- Антигуа і Барбуда
- Аргентина
- Афганістан
- Багамські Острови
- Бангладеш
- Барбадос
- Бахрейн
- Бельгія
- Білорусь
- Болгарія
- Болівія
- Бразилія
- Бутан
- Велика Британія
- Венесуела
- В'єтнам
- Вірменія
- Габон (консульство)
- Гаїті
- Гана
- Гаяна
- Гватемала
- Гондурас
- Гонконг (офіс економіки і торгівлі)
- Гренада
- Греція
- Грузія
- Данія
- Домініка
- Домініканська Республіка
- Еквадор
- Естонія
- Єгипет
- Ізраїль
- Індія
- Індонезія
- Ірландія
- Ісландія
- Іспанія
- Італія
- Казахстан
- Канада
- Кенія
- Киргизстан (консульський пост)
- Кіпр
- КНР
- Колумбія
- Косово
- Коста-Рика
- Кувейт
- Литва
- Ліван
- Люксембург
- Малайзія
- Марокко
- Мексика
- Монако
- Непал
- Нігерія
- Нідерланди
- Нікарагуа
- Німеччина
- Нова Зеландія
- Норвегія
- ОАЕ
- Пакистан
- Панама
- ПАР
- Парагвай
- Перу
- Південна Корея
- Північна Македонія
- Польща
- Португалія
- Росія
- Румунія
- Сальвадор
- Саудівська Аравія
- Сенегал
- Сент-Вінсент і Гренадини
- Сент-Кіттс і Невіс
- Сент-Люсія
- Сербія
- Сінгапур (консульство)
- Словаччина
- Словенія
- Сомалі
- Таїланд
- Тайвань (економічно-культурне представництво)
- Тринідад і Тобаго
- Туреччина
- Угорщина
- Узбекистан
- Україна
- Уругвай
- Філіппіни
- Фінляндія
- Франція
- Хорватія
- Чехія
- Чилі
- Чорногорія
- Швейцарія
- Швеція
- Шрі-Ланка
- Ямайка
- Японія

### Лос-Анджелес
Лос-Анджелес є другим найбільшим містом і найбільшим містом західного узбережжя США. В ньому розташовуються 68 дипломатичних представництв, що більше за будь-яке інше місто, окрім Нью-Йорка та Вашингтона. Багато з цих представництв розташовані на бульварі Вілшир.
- Австралія
- Австрія
- Азербайджан
- Ангола
- Аргентина
- Афганістан (в Беверлі-Гіллз)
- Бангладеш
- Беліз
- Бельгія
- Болгарія
- Болівія
- Бразилія
- Велика Британія
- Вірменія (в Глендейлі)
- Гватемала
- Гондурас
- Греція
- Домініканська Республіка
- Еквадор (в Беверлі-Гіллз)
- Ефіопія
- Єгипет
- Ізраїль
- Індонезія
- Ірак
- Ірландія
- Іспанія
- Італія
- Канада
- Катар (в Беверлі-Гіллз)
- Кенія
- КНР
- Колумбія (в Беверлі-Гіллз)
- Коста-Рика
- Кувейт
- Литва
- Ліван
- Малайзія
- Мексика
- М'янма
- Нікарагуа
- Німеччина
- Нова Зеландія (в Санта-Моніці)
- ОАЕ
- Пакистан
- ПАР
- Парагвай
- Перу
- Південна Корея
- Польща
- Румунія
- Сальвадор
- Саудівська Аравія
- Сент-Кіттс і Невіс
- Словаччина
- Таїланд
- Тайвань (економічно-культурне представництво)
- Туреччина
- Угорщина
- Уругвай
- Філіппіни
- Фінляндія
- Франція
- Хорватія
- Чехія
- Чилі
- Швейцарія
- Шрі-Ланка
- Японія

### Чикаго
Чикаго є третім найбільшим містом і найбільшим на півночі США. В ньому розташовані 53 дипломатичні представництва.
- Австралія
- Австрія
- Аргентина
- Болгарія
- Боснія і Герцеговина
- Бразилія
- Велика Британія
- Венесуела
- Вірменія
- Гаїті
- Гватемала
- Гондурас
- Греція
- Данія
- Домініканська Республіка
- Еквадор
- Єгипет
- Ізраїль
- Індія
- Індонезія
- Ірландія
- Іспанія
- Італія
- Канада
- КНР
- Колумбія
- Коста-Рика
- Литва
- Мексика
- Нідерланди
- Німеччина
- Пакистан
- ПАР
- Перу
- Південна Корея
- Північна Македонія
- Польща
- Румунія
- Сальвадор
- Сербія
- Таїланд
- Тайвань (економічно-культурне представництво)
- Туреччина
- Угорщина
- Україна
- Уругвай
- Філіппіни
- Франція
- Хорватія
- Чехія
- Чилі
- Швейцарія
- Японія

### Х'юстон
Х'юстон є четвертим найбільшим містом США і найбільшим на півдні країни. В цьому місті знаходяться 43 дипломатичні місії.
- Австралія
- Ангола
- Аргентина
- Болівія
- Бразилія
- Велика Британія
- Венесуела
- В'єтнам
- Гватемала
- Гондурас
- Греція (консульство)
- Еквадор
- Екваторіальна Гвінея
- Єгипет
- Ізраїль
- Індія
- Індонезія
- Іспанія
- Італія
- Канада
- Катар
- КНР
- Колумбія
- Коста-Рика
- Мексика
- Нікарагуа
- Німеччина
- Норвегія
- ОАЕ
- Пакистан
- Панама
- Перу
- Південна Корея
- Польща
- Росія
- Румунія
- Сальвадор
- Саудівська Аравія
- Тайвань (економічно-культурне представництво)
- Туреччина
- Філіппіни
- Франція
- Чилі
- Японія

### Сан-Франциско
- Австралія
- Бразилія
- Велика Британія
- Венесуела
- В'єтнам
- Гватемала
- Гондурас
- Гонконг (торгове представництво)
- Греція
- Ізраїль
- Індія
- Індонезія
- Ірландія
- Іспанія
- Італія
- Казахстан
- Канада
- КНР
- Колумбія
- Люксембург
- Мексика
- Монголія
- Нідерланди
- Нікарагуа
- Німеччина
- Норвегія
- Перу
- Південна Корея
- Португалія
- Сальвадор
- Сінгапур
- Тайвань (економічне представництво)
- Тонга
- Україна
- Уругвай
- Філіппіни
- Франція
- Чилі
- Швейцарія
- Японія

### Маямі
В Маямі розташовується 37 дипломатичних місій. Через географічне розташування міста, більшість з них належать латиноамериканським країнам.
- Антигуа і Барбуда
- Аргентина
- Багамські Острови
- Барбадос
- Болгарія
- Болівія
- Бразилія
- Велика Британія
- Гаїті
- Гватемала
- Гондурас
- Гренада
- Домініканська Республіка
- Еквадор
- Ізраїль
- Іспанія
- Італія
- Канада
- Колумбія
- Коста-Рика
- Мексика
- Нідерланди
- Нікарагуа
- Німеччина
- Панама
- Парагвай
- Перу
- Сальвадор (в Корал-Ґейблс)
- Суринам
- Тайвань (економічно-культурне представництво)
- Тринідад і Тобаго
- Туреччина
- Уругвай
- Франція
- Чилі
- Ямайка
- Японія

### Атланта
- Аргентина
- Багамські Острови
- Бельгія
- Бразилія
- Велика Британія
- Гаїті
- Гватемала
- Гондурас
- Греція
- Еквадор
- Ізраїль
- Індія
- Ірландія
- Канада
- Колумбія
- Коста-Рика
- Мексика
- Нігерія
- Нідерланди
- Німеччина
- Перу
- Південна Корея
- Сальвадор
- Тайвань (економічно-культурне представництво)
- Франція
- Швейцарія
- Японія

### Бостон
- Бразилія
- Велика Британія (в Кембриджі)
- Венесуела
- Гаїті
- Гватемала
- Гондурас
- Греція
- Домініканська Республіка
- Ізраїль
- Ірландія
- Іспанія
- Італія
- Кабо-Верде
- Канада
- Колумбія
- Мексика
- Німеччина
- ОАЕ
- Перу
- Південна Корея (в Ньютоні)
- Португалія
- Сальвадор
- Тайвань (економічно-культурне представництво)
- Туреччина
- Франція
- Швейцарія (в Кембриджі)
- Японія

### Інші міста (з більш ніж одним генеральним консульством)
Сіетл, штат Вашингтон
- Велика Британія (урядовий офіс)
- Гватемала
- Індія
- Канада
- Мексика
- Південна Корея
- Сальвадор
- Тайвань (економічно-культурне 
представництво)
- Японія

Гонолулу, штат Гаваї
- Австралія
- Маршаллові Острови
- Нова Зеландія
- Південна Корея
- Тайвань (економічно-культурне 
представництво)
- Федеративні Штати Мікронезії
- Філіппіни
- Японія

Сан-Хуан, Пуерто-Рико
- Венесуела
- Гаїті
- Домініканська Республіка
- Колумбія
- Коста-Рика
- Мексика
- Панама
- Іспанія

Денвер, штат Колорадо
- Велика Британія (урядовий офіс)
- Гватемала
- Канада
- Мексика
- Перу
- Тайвань (економічно-культурне 
представництво)
- Японія

Детройт, штат Мічиган
- Ірак
- Італія
- Канада
- Ліван
- Мексика (консульство)
- Північна Македонія
- Японія

Новий Орлеан, штат Луїзіана
- Венесуела
- Гондурас
- Домініканська Республіка
- Мексика
- Панама
- Франція

Даллас, штат Техас
- Канада
- Південна Корея (консульський офіс)
- Мексика
- Перу
- Сальвадор

Тамунінг, Гуам
- Південна Корея (консульське агентство)
- Палау
- Федеративні Штати Мікронезії
- Філіппіни
- Японія

Мак-Аллен, штат Техас
- Гватемала
- Гондурас
- Мексика
- Сальвадор

Міннеаполіс та Сент-Пол, штат Міннесота
- Еквадор
- Ефіопія
- Канада
- Мексика

Орландо, штат Флорида
- Гаїті (консульство)
- Колумбія (консульство)
- Мексика (консульство)
- Швейцарія (консульство)

Філадельфія, штат Пенсільванія
- Італія
- Мексика (консульство)
- Панама
- Чилі

Фінікс, штат Аризона
- Гватемала
- Гондурас
- Еквадор
- Мексика

Ньюарк, штат Нью-Джерсі
- Еквадор
- Колумбія
- Португалія

Портленд, штат Орегон
- Мексика (консульство)
- Федеративні Штати Мікронезії
- Японія (консульський офіс)

Сан-Дієго, штат Каліфорнія
- Канада (консульство)
- Мексика
- Панама

Тампа, штат Флорида
- Греція
- Панама
- Перу

Тусон, штат Аризона
- Гватемала (консульство)
- Мексика
- Сальвадор

Анкоридж, штат Аляска
- Південна Корея (консульський офіс)
- Японія (консульський офіс)

Гартфорд, штат Коннектикут
- Бразилія
- Перу

Дель-Ріо, штат Техас
- Гватемала (консульство)
- Мексика (консульство)

Лас-Вегас, штат Невада
- Мексика (консульство)
- Сальвадор

Остін, штат Техас
- Ірландія (консульство)
- Мексика

Провіденс, штат Род-Айленд
- Гватемала
- Португалія (консульство)

Ралі, штат Північна Кароліна
- Гватемала
- Мексика

Сан-Бернардіно, штат Каліфорнія
- Гватемала (консульство)
- Мексика

Сайпан, Північні Маріанські Острови
- Палау
- Японія (консульський офіс)

Сілвер-Спринг, штат Меріленд
- Гватемала
- Сальвадор

Шарлотт, штат Північна Кароліна
- Гондурас
- Сальвадор

### Інші міста (з лише одним генеральним консульством)
- Гватемала — Лейк-Ворт-Біч, штат Флорида
- Гватемала — Оклагома-Сіті, штат Оклахома
- Домініканська Республіка — Маягуес, Пуерто-Рико
- Еквадор — Нью-Гейвен, штат Коннектикут
- Канада — Пало-Альто, штат Каліфорнія
- Косово — Де-Мойн, штат Айова
- Перу — Патерсон, штат Нью-Джерсі
- Португалія — Нью-Бедфорд, штат Массачусетс
- Сальвадор — Брентвуд, штат Нью-Йорк
- Сальвадор — Вудбрідж, штат Вірджинія
- Сальвадор — Елізабет, штат Нью-Джерсі
- Сальвадор — Орора, штат Колорадо
- Самоа — Паго-Паго, Американське Самоа
- Словенія — Клівленд, штат Огайо
- Федеративні Штати Мікронезії — Спрінгдейл, штат Арканзас
- Японія — Нашвілл, штат Теннессі

### Міста де є лише генеральні консульства Мексики
Через величезну кількість мексиканських іммігрантів у США, Мексика має 50 дипломатичних місій в США, що більше ніж будь-яка інша країна має в одній певній країні. Деякі з цих міст є маленькими містами на південному заході США, включаючи деякі прикордонні міста.
- Альбукерке, штат Нью-Мексико
- Браунсвілл, штат Техас
- Дуглас, штат Аризона
- Ель-Пасо, штат Техас
- Ігл-Пасс, штат Техас
- Індіанаполіс, штат Індіана
- Калексіко, штат Каліфорнія
- Канзас-Сіті, штат Міссурі
- Ларедо, штат Техас
- Літл-Рок, штат Арканзас
- Мілвокі, штат Вісконсин
- Ногалес, штат Аризона
- Окснард, штат Каліфорнія
- Омаха, штат Небраска
- Пресідіо, штат Техас
- Сакраменто, штат Каліфорнія
- Сан-Антоніо, штат Техас
- Санта-Ана, штат Каліфорнія
- Сан-Хосе, штат Каліфорнія
- Солт-Лейк-Сіті, штат Юта
- Фресно, штат Каліфорнія
- Юма, штат Аризона

## Країни без офіційних представництв у США
Деякі країни не мають офіційних дипломатичних представництв у США. Консульські функції для таких країн, окрім Кірибаті та нечленів ООН, виконують їхні представництва при ООН в Нью-Йорку.
Мають дипломатичні стосунки із США
- Вануату
- Гвінея-Бісау
- Кірибаті
- Сан-Томе і Принсіпі
- Тувалу

Не мають дипломатичних стосунків із США
- Бутан
- Іран
- Палестина
- Північна Корея
- Сирія

## Мапа
країн Північної Америки
     країн Південної Америки
     країн Європи
     країн Азії
     країн Африки
     країн Австралії та Океанії